# Баротраума очију
Баротраума очију врста је ронилачке повреде која настаје када ронилац током роњење не изједначава притисак унутар ронилачке маске са површинским притиском. Због вакуума који том приликом настаје, крв се извлачи из очне јабучице и накупља у коњуктиви све док се поново спонтано не апсорбује. Иако ова повреда може потрајати и више од два месеца, она није болна. 
Код ове повреде око је крваво, сјајно а крв се споро апсорбује уз постепену промену боје коњуктиве и очне јабучице.

## Етиологија
Баротраума је врста повреде која настаје када постоји разлика у притиску између унутрашњег дела телесне шупљине и спољашње средине. Ова врста повреда може се јавити у различитим деловима тела, укључујући уши, синусе, плућа и очи, а најчешће је повезана са активностима као што су роњење, летење и рад у кесону.
Баротраума очију гоком роњења настаје када  се:
- притисак у простору између маске и лица не изједначи током роњења. Тада настаке релативни вакуум који може довести до локалног бола у лицу, крварења у коњуктиву и екхимозе коже испод маске. могуће је и ретроорбитално крварење, али је оно ретко.

- мали мехурићи ваздуха током роњења заробе иза тврдих контактних сочива.
- Баротраума очију, такође позната као „стискање“ или „експлозивна декомпресијска повреда“, настаје када притисак унутар очију није изједначен са околним притиском, то може изазвати нелагодност, бол, црвенило, привремене промене вида, а у тешким случајевима , може изазвати озбиљније повреде као што су одвајање мрежњаче, катаракта, па чак и слепило.

## Клиничка слика
Ситни ваздушни мехурићи заробљени испод маске за роњења или тврдих контактних сочива могу оштетити око и изазвати иритацију, смањену оштрину вида и ефекат ореола око извора светлости. 
Доминантни знаци и симптоми су: 
- бол у очима,

- црвенило очију,

- привремене промене вида,
- бљескови светлости.

У тешким случајевима барозтаума очију, може изазвати озбиљније повреде као што су одвајање мрежњаче, катаракта, па чак и слепило.
Током процеса зарастања баротрауме очију, крв ће променити боју од почетне светло црвене до тамније црвене, затим зеленкасте, затим жућкасте пре него што се око врати у стандардну белу боју. Ово излечење је природан процес који одговара начину на који тело метаболише крв након трауме.

## Дијагноза
Дијагноза се поставља клинички, али је неопходан офталмолошки преглед да би се искључили други могући узроци.
Уколико се сумња на ретроорбитално крварење, потребан је комплетан офталмолошки преглед (преглед оштрине вида, преглед екстраокуларних покрета и мерење интраокуларног притиска) и ЦТ главе.

## Превенција
Превенција баротрауме очију током роњења може спречити  коришћењем одговарајуће технике и опреме за изједначавање притиска у очима као што је стезање носа и нежно дување у маскун или коришћење ронилачке маске која омогућава издисање кроз нос.  Тако се притисак у том простору стално изједначава.
Како се притисак ваздуха иза контактних сочива не може изједначити не треба их носити током роњења.
Рониоци, као и други људи који су изложени променама притиска, треба да буду добро информисани и едуковани о ризицима и како спречити баротрауму, како би се обезбедило безбедно и здраво искуство.
Такође је важно да ронилац буде свестан симптома баротрауме очију и правовремено потражи медицинску помоћ ако се она појави.

## Терапија
У већини случајева терапија је симптоматска.  

## Перогноза
Уз рутинско зарастање, и у зависности од степена повреде, симптомима стискања маске може бити потребно до две недеље или више да се повуку,  јер тело треба да поново апсорбује крв и течност. Ткође процес опоравка зависни од гравитације, што значи да ће се крвни подлив ширити према доле на пацијентовом лицу.